# بن فورويا
بن فورويا (بالكانا:ふるや びん) هو ممثل ياباني، ولد في 5 يوليو 1933 بطوكيو في اليابان.

## وصلات خارجية
- بن فورويا على موقع IMDb (الإنجليزية)
- بن فورويا على موقع قاعدة بيانات الفيلم (الإنجليزية)